# Loculistroma bambusae
Loculistroma bambusae är en svampart som beskrevs av F. Patt., Charles & Veihmeyer 1910. Loculistroma bambusae ingår i släktet Loculistroma, ordningen köttkärnsvampar, klassen Sordariomycetes, divisionen sporsäcksvampar och riket svampar.   Inga underarter finns listade i Catalogue of Life.